# Skeneoides exilissima
Skeneoides exilissima é uma espécie de molusco pertencente à família Skeneidae.
A autoridade científica da espécie é Philippi, tendo sido descrita no ano de 1844.
Trata-se de uma espécie presente no território português, incluindo a zona económica exclusiva.